# Leichtathletik-Weltmeisterschaften der Behinderten 1994/Teilnehmer (Chinesisch Taipeh)
| stlisierte Goldmedaille | stlisierte Silbermedaille | stlisierte Bronzemedaille |
| ----------------------- | ------------------------- | ------------------------- |
| —                       | —                         | —                         |

Aus Taiwan nahmen drei Frauen und zwei Männer an den Leichtathletik-Weltmeisterschaften der Behinderten 1994 teil.

## Ergebnisse

### Frauen
| Athletinnen     | Wettbewerb               | Vorlauf / Vorkampf | Vorlauf / Vorkampf | Halbfinale   | Halbfinale | Finale             | Finale |
| Athletinnen     | Wettbewerb               | Zeit / Weite       | Rang               | Zeit / Weite | Rang       | Zeit / Weite       | Rang   |
| --------------- | ------------------------ | ------------------ | ------------------ | ------------ | ---------- | ------------------ | ------ |
| Tsui-Shuang Lin | 100 m Rennrollstuhl T53  | –                  | –                  | 22,02 s      | 5          | nicht qualifiziert | 10     |
| Tsui-Shuang Lin | 200 m Rennrollstuhl T53  | –                  | –                  | 38,43 s      | 6          | nicht qualifiziert | 11     |
| Su-Chun Wang    | 400 m Rennrollstuhl T53  | –                  | –                  | 1:18,25 min  | 6          | nicht qualifiziert | 12     |
| Hsiu-Ting Yuan  | 800 m Rennrollstuhl T53  | –                  | –                  | 2:20,51 min  | 5          | nicht qualifiziert | 10     |
| Hsiu-Ting Yuan  | 1500 m Rennrollstuhl T53 | –                  | –                  | 4:27,84 min  | 6          | nicht qualifiziert | 11     |

### Männer
| Athleten    | Wettbewerb               | Vorlauf / Vorkampf | Vorlauf / Vorkampf | Halbfinale         | Halbfinale | Finale             | Finale |
| Athleten    | Wettbewerb               | Zeit / Weite       | Rang               | Zeit / Weite       | Rang       | Zeit / Weite       | Rang   |
| ----------- | ------------------------ | ------------------ | ------------------ | ------------------ | ---------- | ------------------ | ------ |
| Yu-Yi Won   | 100 m Rennrollstuhl T53  | –                  | –                  | 16,20 s            | 3          | 17,11 s            | 8      |
| Ju-Ken Wang | 200 m Rennrollstuhl T53  | 31,95 s            | 7                  | nicht qualifiziert | –          | –                  | 24     |
| Ju-Ken Wang | 400 m Rennrollstuhl T53  | 1:01,12 min        | 6                  | nicht qualifiziert | –          | –                  | 26     |
| Yu-Yi Won   | 800 m Rennrollstuhl T53  | 1:51,93 min        | 4                  | 2:00,48 min        | 7          | nicht qualifiziert | ca. 20 |
| Yu-Yi Won   | 1500 m Rennrollstuhl T53 | 3:54,05 min        | 8                  | nicht qualifiziert | –          | –                  | 36     |